# 2-辛酮
2-辛酮是一种有机化合物，化学式为CH
3C(O)C
6H
13，它是无色挥发性液体，用于香料工业。它是由丙酮和戊醛缩合，再经氢化得到；或通过1-辛烯的选择性氧化制得。它是许多熟食中常见的微量成分。